# Челекен (полуостров)
Челеке́н — полуостров (остров до 1930-х годов) на восточном берегу Каспийского моря, в Туркмении.

## География
Полуостров образовался в 1930-х годах из острова, который причленился к берегу Каспийского моря из-за понижения в нём уровня воды. Площадь полуострова составляет около 500 км². Поверхность преимущественно равнинная. Высота достигает 100 м. Преобладают пески и солончаки.

## Хозяйственное использование
Разведаны месторождения нефти, озокерита.
Ведётся рыболовство.

## Природа
Сильные ветра сдувают в Каспийское море появляющихся на полуострове летающих насекомых. Поэтому насекомоопыляемые растения практически отсутствуют.

## Поселения
На западной оконечности полуострова находится город Хазар, до начала 1990-х гг. называвшийся Челекен.

Южнее Хазара находятся поселки Лачин и Карагель, а на севере полуострова — посёлок Гёк-Байир